# Hoplitis grinnelli
Hoplitis grinnelli är en biart som beskrevs av Cockerell 1910. Hoplitis grinnelli ingår i släktet gnagbin, och familjen buksamlarbin. Inga underarter finns listade i Catalogue of Life.